# لانجليريا
لانجليريا (بالانجليزية ؛ Langlieria) هو جنس من قبل التاريخ ("الأسماك ذات الزعانف")، في نهاية الفترة الديفونية . اكتشف في بلجيكا وبنسلفانيا.